# ياسين بونو
ياسين بونو (مواليد 5 أبريل 1991) هو لاعب كرة قدم مغربي محترف يلعب حارسًا لمرمى نادي الهلال في الدوري السعودي للمحترفين والمنتخب المغربي. يعتبر واحدًا من أفضل حراس المرمى في جيله وفي تاريخ إفريقيا والعرب.
بدأ بونو مسيرته الكروية في المغرب، حيث لعب لنادي الوداد الرياضي. قضى معظم حياته المهنية في إسبانيا، حيث شارك في أكثر من 150 مباراة في الدوري الإسباني، وأكثر من 50 مباراة في الدوري الإسباني الدرجة الثانية. فاز بجائزة زامورا لأفضل حارس في الدوري الإسباني مع نادي إشبيلية، وهي الأولى في تاريخ النادي.
ولد بونو في كندا لأبوين مغربيين، وعاد إلى المغرب في سن الثالثة مع عائلته. وبدأ مساره الكروي مع نادي الوداد الرياضي، أصبح لاعبًا دوليًا للمغرب منذ عام 2013. وقد مثل سابقًا منتخب المغرب تحت 23 عامًا في أولمبياد 2012، ومثل منتخب بلاده الأول في بطولتين لكأس العالم وأربع بطولات لكأس الأمم الإفريقية.

## مسيرته الكروية
انتقل بونو ووالديه من كندا إلى الدار البيضاء في المغرب عندما كان في الثالثة من عمره. في سن الثامنة التحق بأكاديمية الوداد الرياضي في الدار البيضاء عام 1999. ليبدأ مسيرته الكروية. بدأ مسيرته الاحترافية مع نادي الوداد الرياضي، وفي حزيران/يونيو 2012 انتقل إلى أتلتيكو مدريد، وفي أيلول/سبتمبر 2014 انتقل إلى ريال سرقسطة على سبيل الإعارة، وفي تموز/يوليو 2016 انتقل إلى نادي جيرونا، وفي 2 سبتمبر 2019 انتقل إلى نادي إشبيلية، وفي 13 أغسطس 2023 انتقل إلى نادي الهلال.

### الوداد

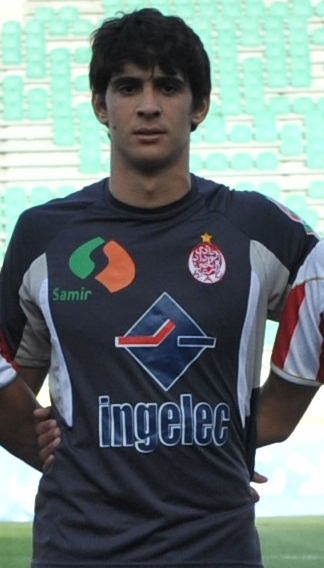
ياسين بونو بقميص نادي الوداد الرياضي.

صعد بونو إلى الفريق الأول عام 2010 وهو في التاسعة عشرة من عمره كحارس مرمى ثان خلف الحارس الأساسي نادر المياغري. لعب بونو أول مباراة احترافية له في 12 نوفمبر 2011 في إياب نهائي دوري أبطال أفريقيا 2011 ضد الترجي التونسي بعد إصابة لمياغري الذي لعب مباراة الذهاب في الدار البيضاء. في 21 نوفمبر 2011، لعب بونو أول مباراة له في بطولة الدوري المغربي ضد فريق الدفاع الحسني الجديدي. شارك في عشر مباريات في الدوري، حتى عودة لمياغري الذي استأنف مركزه الأساسي بعد عودته من الإصابة.

### أتلتيكو مدريد
في 14 يونيو 2012، انتقل بونو إلى نادي أتلتيكو مدريد في الدوري الإسباني، حيث وضع في البداية ضمن الفريق الثاني أتلتيكو مدريد ب الذي يشارك في الدوري الإسباني الدرجة الثانية. وكان بديل مع الفريق الأول، ووقع عقدًا جديدًا لمدة أربع سنوات في 31 مايو 2013. في صيف عام 2014، بعد الاستفادة من رحيل تيبو كورتوا ودانييل أرانزوبيا، رقي بونو بشكل نهائي إلى الفريق الأول. شارك بونو لأول مرة مع الفريق في 24 يوليو 2014، في مباراة ودية انتهت بنتيجة 1–0 في تحضيرات ما قبل الموسم ضد نومانسيا.

#### ريال سرقسطة (إعارة)
في 1 سبتمبر 2014، أعير بونو إلى نادي ريال سرقسطة في الدرجة الثانية، في صفقة امتدت لموسم كامل. حصل أوسكار والي على المركز الأساسي في النصف الأول من الموسم، شارك لأول مرة في 11 يناير التالي في الخسارة 5–3 أمام لاس بالماس، وأنهى الموسم بـ16 مباراة. في التصفيات، بعد أن كان أداء أوسكار سببال خسارة 0–3 على أرضه أمام جيرونا في مباراة الذهاب، استبدله بونو في المباراة الثانية ليحققوا الفوز 4–1 والتأهل بسبب قانون أهداف خارج الأرض؛ سرقسطة خسر النهائي بنفس القاعدة أمام لاس بالماس. في 23 يوليو 2015، عاد بونو مرة أخرى في صفقة إعارة لمدة عام واحد.

### جيرونا
في 12 يوليو 2016، وقع عقدًا دائمًا لمدة عامين مع نادي جيرونا. لعب نصف المباريات بالضبط في موسمه الأول - تقاسم مع رينيه رومان - حيث تم ترقيتهما في المركز الثاني. في يناير 2019، أصبح الآن الاختيار الأول في نادي الدرجة الأولى، مدد عقده حتى يونيو 2021.

### إشبيلية
في 2 سبتمبر 2019، بعد معاناته من الهبوط مع الكاتالونيين، انضم بونو إلى نادي إشبيلية في الدرجة الأولى، على سبيل الإعارة لمدة عام واحد. كان الاختيار الثاني بعد توماش فاتسليك في موسم الدوري، ولعبه بانتظام في الكأس المحلية وفوز الفريق بالدوري الأوروبي 2019–20، وحصوله على الثناء لأدائه ضد وولفرهامبتون في ربع النهائي حيث تصدى لركلة جزاء من راؤول خيمينيز ليحقوا فوزًا 1–0، أيضًا في الفوز 2–1 في نصف النهائي على مانشستر يونايتد، وفي النهائي تصدى بشكل حاسم لتسديدة روميلو لوكاكو، ليفوز في المباراة بنتيجة 3–2 أمام إنتر ميلان.
في 12 يوليو 2020، أرسل تمريرة حاسمة لمواطنه يوسف النصيري ضد مايوركا في الدوري الإسباني ليسجل الهدف التاني لفريقه لتنتهي المباراة 2-0.
في 4 سبتمبر 2020، وقع بونو عقدًا دائمًا لمدة أربع سنوات مع الأندلسيين. في 20 مارس 2021، في الدقيقة الأخيرة من المباراة ضد بلد الوليد، سجل بونو هدفه الأول كحارس مرمى محترف، ليحقق التعادل 1–1 لفريقه.
في شباط/ فبراير 2021، دخل بونو تاريخ نادي إشبيلية والليغا بعد أن صمدت شباكه دون تلقي أي هدف لمدة 557 دقيقة في الدوري الإسباني. متجاوزًا الرقم القياسي للحارس بيتو البالغ 516 دقيقة والذي سجله عام 2015.
في مارس 2021، سجل بونو هدفا في الدقيقة الأخيرة من المباراة لينقد فريقه من الخسارة بعدما كانوا متأخرين بهدف أمام بلد الوليد. هدف بونو دخل التاريخ مجددا كأول حارس في تاريخ نادي إشبيلية يسجل هدفا في الدوري الإسباني، وأول حارس أفريقي وعربي في التاريخ يسجل هدفًا في الدوريات الخمس الكبرى.
في ديسمبر 2021، تصدر الدولي المغربي ياسين بونو، حارس مرمى إشبيلية الإسباني تصنيف أكثر الحراس حفاظًا على نظافة شباكهم في أوروبا سنة 2021، حيث حافظ على نظافة شباكه في 32 مباراة من 59 مباراة مع ناديه ومنتخب بلاده، متفوقًا على جميع الحراس في مختلف الدواري الأوروبية. أتى بعده في المركز الثاني بفارق مباراتين إيدرسون من نادي مانشستر سيتي ومنتخب البرازيل برصيد 30 شباك نظيفة في 59 مباراة.
في فبراير 2022، دخل المغربي ياسين بونو حارس مرمى إشبيلية التاريخ في الدوري الإسباني في موقعة ديربي الأندلس بين إشبيلية و ريال بيتيس، ضمن الجولة رقم 26 من الدوري الإسباني. وشهدت الدقيقة 41 من عمر المباراة، صناعة ياسين بونو للهدف الثاني لفريقه؛ حيث قام بتسجيله اللاعب منير الحدادي، وانتهت بفوزهم 2–1. وبذلك أصبح بونو أكثر حارس مرمى صناعة للأهداف في تاريخ الدوري الإسباني في القرن 21 الحالي بالتساوي مع دودو أواتي (اعتزل 2014). فضلًا عن ذلك، فإن بونو أصبح الحارس الوحيد في الدوريات الأوروبية الكبرى الذي يصنع هدفين هذا الموسم، كما وصل لمساهمته الرابعة مع النادي (ثلاث تمريرات حاسمة وهدف).
في نيسان/أبريل 2022، أعلنت إدارة نادي إشبيلية تجديد عقد بونو إلى غاية 2025.

### الهلال
في 17 أغسطس 2023، أعلن نادي الهلال السعودي انضمام بونو إليه.
خلال كأس العالم للأندية 2025، تصدى بونو لركلة جزاء في آخر دقيقة من فيديريكو فالفيردي في المباراة الافتتاحية، محافظًا على التعادل (1-1) مع ريال مدريد. وفي دور الـ16 من المسابقة، قام بـ10 تصديات بما فيهم تصديات حاسمة مساهما في فوز فريقه (4-3) بعد الوقت الإضافي على مانشستر سيتي، ليعادل الرقم القياسي الذي سجله تيبو كورتوا في نفس النسخة. ليصبح نادي الهلال أول فريق عربي وآسيوي يفوز على نادي أوروبي ويتأهل لربع نهائي كأس العالم للأندية. 

## مسيرته الدولية
بعد لعبه العديد من المباريات في فئة الشباب للمنتخب المغربي بين 2011 و2012، على الرغم من اهتمام مدرب كندا السابق كولن ميلر به، اختار منتخب المغرب، حيث أصبح إطارًا لحراسة المرمى، وكانت أول مباراة له سنة 2013 ضد بوركينافاسو، شارك في كأس أمم أفريقيا 3 مرات 2017، 2019 و2022. وكأس العالم مرتين روسيا 2018 وقطر 2022.

### مسيرته مع المنتخب المغربي للشباب (2011–2012)

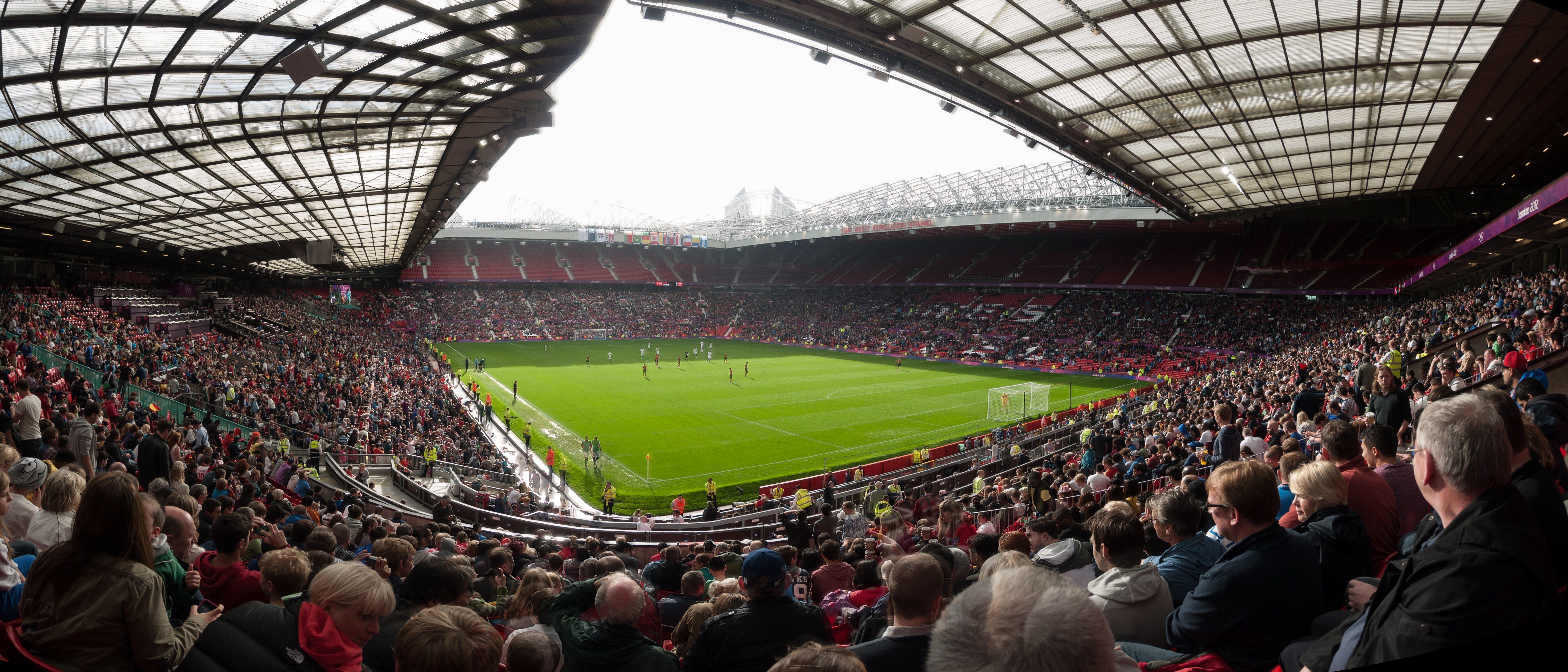
ما قبل المباراة بين المغرب وإسبانيا في أولمبياد 2012.

يحمل بونو الجنسيتين الكندية والمغربية، وتلقى دعوات لفئات الشباب في المنتخب المغربي. في 15 مايو 2012، تلقى دعوة من المدرب بيم فيربيك للمشاركة في بطولة تولون 2012 مع منتخب المغرب تحت 20 عامًا كجزء من الاستعدادات لدورة الألعاب الأولمبية 2012.
في 19 يونيو 2012، تلقى استدعاء من بيم فيربيك للمنافسة في دورة الألعاب الأولمبية 2012 في لندن مع المنتخب الأولمبي المغربي. وهو جزء من القائمة النهائية المكونة من 18 لاعبًا والتي تضم أيضًا الحارس محمد أمسيف.
في تشكيلة المغرب تحت 23 سنة، وجد بونو لاعبين مثل نور الدين أمرابط، حسين خرجه، عبد العزيز برادة وزهير فضال. لعب ثلاث مباريات مع المنتخب الأولمبي، وكانت ضد هندوراس بنتيجة 2–2، واليابان 1–0 وإسبانيا 0–0.

### مسيرته مع المنتخب تحت قيادة الطاوسي وزاكي (2012-2015)

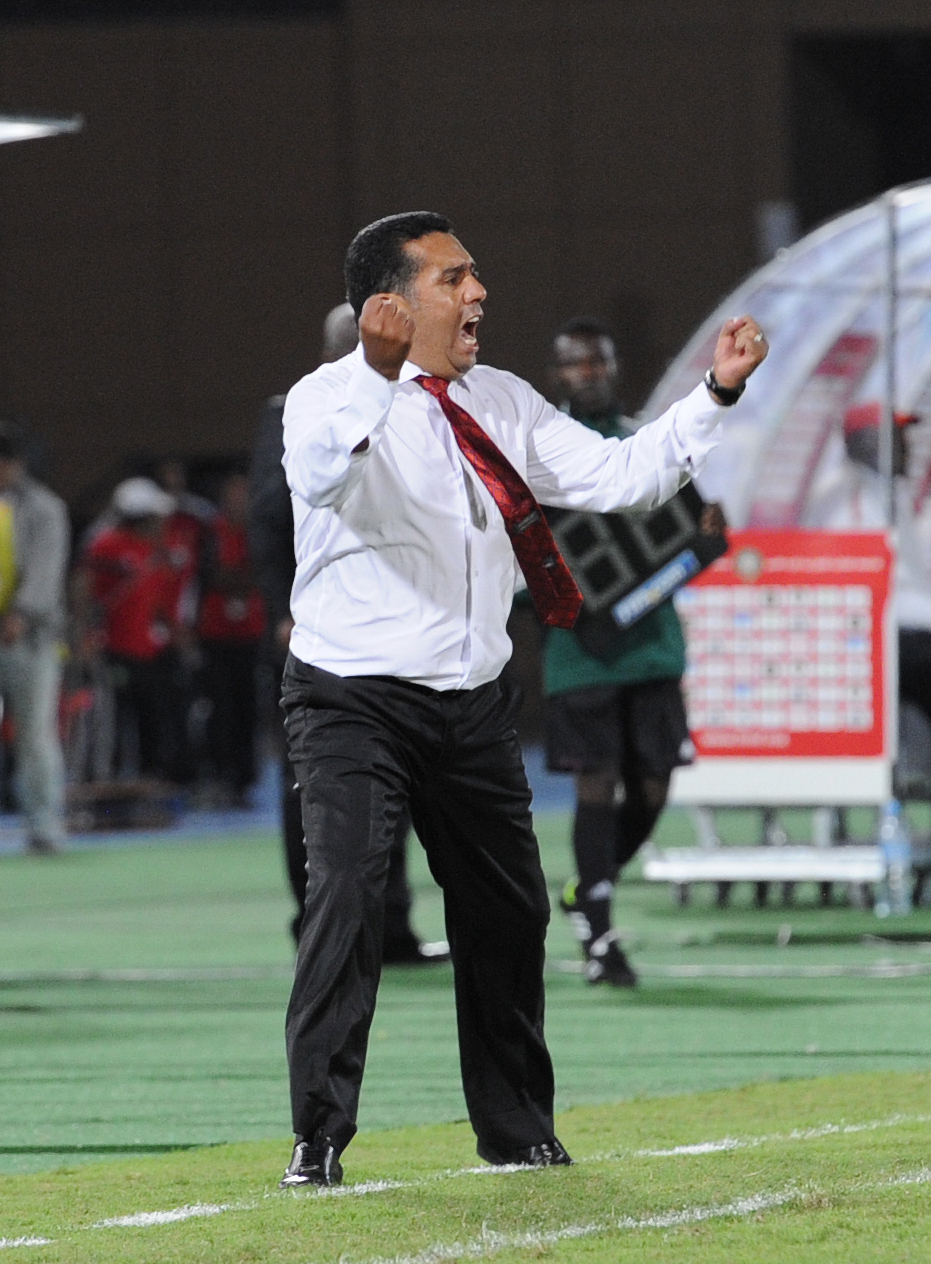
رشيد الطاوسي (هنا في 2013) استدعى في تشكيلة المغرب في 2013.

في 22 سبتمبر 2012، عُيّن رشيد الطاوسي مدربًا جديدًا للمغرب خلفًا لإيريك غيريتس. في نوفمبر 2012، تلقى بونو استدعائه الأول للمنتخب الوطني لمباراة 14 نوفمبر 2012 ضد توجو في ستاد محمد الخامس (خسارة، 0–1). ومع ذلك، جهزه نادر لمياغري وتم استبداله بالحارس الثاني عزيز الكيناني.

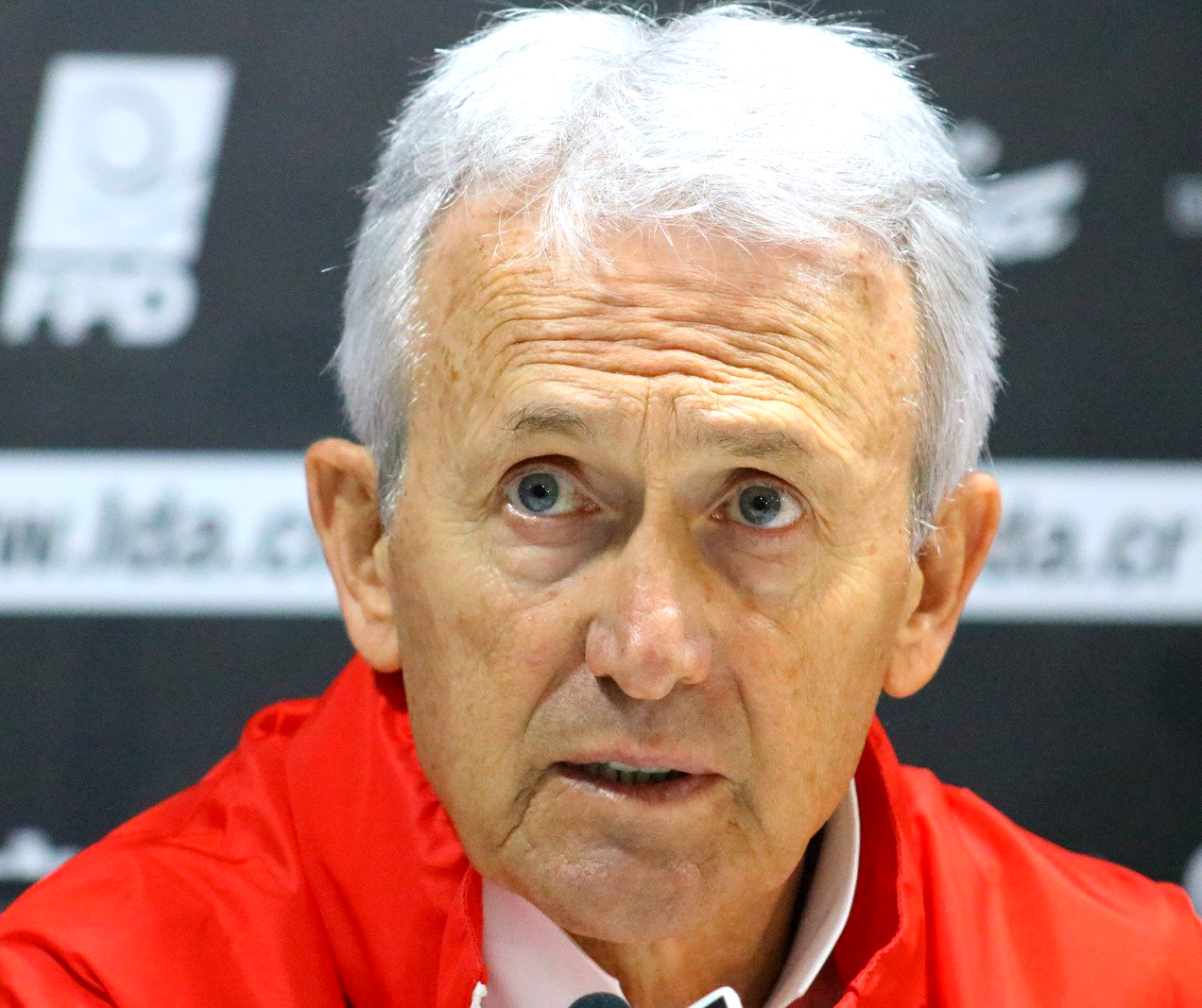
أصبح المدرب بينيتو فلورو (هنا في عام 2017) مهتمًا ببونو في عام 2013 من أجل مسيرته الدولية مع منتخب كندا.

لم يظهر ياسين بونو بعد ذلك الحين في المنتخب الوطني المغربي، وقد اتصل بينيتو فلورو (مدرب كندا بين عامي 2013 و 2016) لتمثيل المنتخب الكندي، دون أن يجد من بونو ردًا إيجابيًا. يقول ياسين بونو عن هذه المكالمة الهاتفية: «في النهاية، لم يحدث. كان حلمي أن ألعب للمغرب، لأنني لعبت في جميع الفئات العمرية للمنتخب المغربي، وكان من الطبيعي أن أحلم باللعب لأسود الأطلس.»
اختير ياسين بونو كحارس مرمى ثالث في تشكيلة المدرب الجديد. لم يشارك في أي مباراة تأهيلية لكأس العالم 2014. في 14 أغسطس 2013، حصل على أول اختيار له بقيادة رشيد الطاوسي خلال مباراة ودية ضد بوركينا فاسو على ملعب ابن بطوطة بطنجة (خسارة، 1–2). في أكتوبر 2013، لم يتم تمديد عقده مع الاتحاد المغربي. تم استبداله من قبل المدرب المؤقت حسن بن عبيشة.
في 2 مايو 2014، عُيِّن بادو الزاكي مدربًا جديدًا للمنتخب المغربي. وتبع ذلك عدد كبير من المباريات الودية وأجرى قدرًا كبيرًا من إعادة الإعمار داخل الاتحاد المغربي والعناصر الرئيسية في المنتخب الوطني. لعب بونو ثلاث مباريات في عدة فترات لمباريات دولية جرت في 2014، لاسيما في 7 سبتمبر 2014 ضد ليبيا (الفوز، 3–0)، في 13 أكتوبر 2014 ضد كينيا (الفوز، 3–0) وفي 16 نوفمبر 2014 ضد ليبيا في زيمبابوي (فوز، 2–1). لكن واجه بونو منافسة مع أنس الزنيتي ومحمد أمسيف. وكان بونو في أغلب المباريات على مقاعد البدلاء بينما يتعرض المغرب لسلسلة من الهزائم. هزيمة بعد أخرى على مقاعد البدلاء أمام منتخب ساحل العاج في 9 أكتوبر 2015، وتعادل أمام غينيا بعد ثلاثة أيام على ملعب أدرار بأكادير، حيث تأسس بونو، أقيل بادو الزاكي من منصبه.

### حارس ثانٍ تحت قيادة هيرفي رينارد (2016-2019)

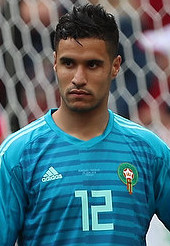
هيرفي رينارد يختار منير الكجوي حارس مرمى أساسي للمنتخب.

في 16 فبراير 2016، عُيِّن هيرفي رينار مدربًا جديدا للمغرب. ويشكل المدرب الفرنسي تسلسلاً هرميًا ثابتًا في مركز حارس المرمى، ووضع بونو حارس ثانيًا في تشكيلة المنتخب المغربي بعد منير الكجوي، لعب ياسين بونو مباراة واحدة فقط في تصفيات كأس الأمم الإفريقية 2017، ولا سيما في 4 سبتمبر 2016 ضد ساو تومي وبرينسيب (الفوز 2–0). بعد بضعة أشهر، انتهز الفرصة لإظهار مهاراته خلال مباراة ودية ضد كندا (الفوز 4–0). في عام 2017، لعب مباراة واحدة فقط ضد تونس (الفوز 1–0). على الرغم من العديد من الأوراق النظيفة، لا يزال هيرفي رينار ثابتًا على قراراته في تعيين منير الكجوي كحارس مرمى رئيسي خلال كأس الأمم الأفريقية 2017. خرج المغرب من هذه المنافسة من خلال الوصول إلى ربع النهائي.
لم يشارك بونو في تصفيات كأس العالم 2018، ففي 11 نوفمبر 2017، تأهل المغرب رسميًا بعد انتصار 0–2 على ساحل العاج على ملعب فيليكس هوفويت بوانيي في أبيدجان، في مباراة لعبت مع منير الكجوي في حارسًا لشباك المغرب. لعب ياسين بونو مباراة واحدة فقط استعدادًا لكأس العالم 2018، في 4 يونيو 2018 ضد سلوفاكيا (الفوز، 1–2). أثناء مشاركته في الرحلة إلى روسيا كحارس ثانٍ، لم يشارك ياسين في أي مباراة، وتم إقصاء المغرب من الدور الأول في مجموعة (إيران، البرتغال وإسبانيا).
بعد موسم مميز 2018–19 مع نادي جيرونا في الدوري الإسباني، بدأ بونو في ترسيخ مكانته كلاعب أساسي في بعض المباريات المختارة، لا سيما خلال تصفيات كأس الأمم الإفريقية 2019. وفي نهاية عام 2018، شارك في ثلاث من أربع مباريات في تصفيات كأس الأمم الأفريقية 2019. نتائج مبارياته لم تكن واضحة للمدرب فقط، ولكن أيضًا الجماهير (ضد مالاوي: فوز، 3–0، ضد جزر القمر: فوز، 1–0، ضد الكاميرون: الفوز 2–0). من ناحية أخرى، لعب مباراة واحدة فقط، تحديدًا مباراة الإياب ضد جزر القمر وانتهت المباراة بالتعادل 2-2. تمت مكافأة ياسين بونو في مارس ويونيو 2019 من خلال لعب عدة مباريات تحضيرية لكأس الأمم الأفريقية 2019: 26 مارس 2019 ضد الأرجنتين (هزيمة، 0–1)، 12 يونيو 2019 ضد غامبيا (هزيمة ، 0–1) و16 يونيو، 2019 ضد زامبيا (خسارة، 2–3). تشير فترات عمله المتعددة إلى أن ياسين بونو سيلعب كبداية في كأس الأمم الإفريقية 2019.
في يونيو 2019، شارك ياسين بونو على لقب كأس إفريقيا للأمم 2019. وفي دور المجموعات، فاز منتخب المغرب على ناميبيا، وساحل العاج، وجنوب أفريقيا بهدف واحد مقابل صفر. تم إقصاء المغرب في دور الـ16 ضد بنين (تعادل 1–1 ؛ هزيمة في ركلات الترجيح، 2–5). المباراة الوحيدة التي خاضها مُنافسه منير الكجوي والتي كانت ضد جنوب أفريقيا. بعد أيام قليلة من خيبة أمل المغرب خلال كأس الأمم الأفريقية، في 21 يوليو 2019، قدم هيرفي رينار استقالته داخل الاتحاد المغربي.

### التأهل لكأس العالم 2022 وكأس الأمم الأفريقية 2021 (2019-2022)
في 15 أغسطس 2019، قدم الرئيس فوزي لقجع المدرب وحيد خليلوديتش مدربًا جديدا للمنتخب المغربي. جعل المدرب البوسني بونو حارسه الأول، ويرجع الفضل في ذلك جزئيًا إلى ظهوره مع نادي إشبيلية.

#### كأس أفريقيا 2021
لعب ياسين بونو جميع مباريات تصفيات كأس الأمم الأفريقية 2021 تقريبًا كبداية. ويعتبر المنتخب المغربي من بين الدول التي تمتلك أفضل دفاع بعد أن استقبلت شباكه هدف واحد فقط في مباريات المجموعة ضد موريتانيا وبوروندي وجمهورية أفريقيا الوسطى. في نهاية مرحلة التصفيات، ظهر ياسين بونو في الفريق القياسي من التصفيات، متخذًا مركز أفضل حارس مرمى. أنهى منتخب المغرب مشواره في التصفيات بالمركز الأول في المجموعة وتأهل رسميًا لكأس الأمم الأفريقية 2021. في 23 ديسمبر 2021، أُدرج اسم ياسين رسميًا في قائمة 28 لاعبًا اختارهم وحيد خليلهودزيتش لكأس الأمم الأفريقية 2021 في الكاميرون. لعب في جميع المباريات كحارس مرمى أساسي ووصل إلى ربع نهائي المسابقة، والتي خرجت من مصر في الوقت الإضافي (خسارة، 1–2).
في البطولة، احتل عناوين الصحف المحلية والعالمية لدفاعه عن اللغة العربية ورفضه التحدث إلى الصحافة بالفرنسية أو الإنجليزية، كانت ضربة قاضية في البطولة لعدم توظيف مترجم عربي واحد. في 17 مارس 2022، تم اختياره من قبل وحيد خليلهودزيتش لمواجهة مزدوجة ضد منتخب جمهورية الكونغو الديموقراطية تحتسب في التصفيات المؤهلة لكأس العالم 2022. في 25 مارس 2022، بدأ مباراة الذهاب في كينشاسا ولعب 90 دقيقة (تعادل، 1–1). وفي مباراة الإياب بالدار البيضاء بدأ كلاعب أساسي وأصيب في الدقيقة 43 استُبدل بالحارس منير محمدي. وانتهت المباراة بالفوز 4–1، وبذلك أكدت تذكرة عبور المنتخب المغربي إلى كأس العالم 2022 في قطر. في مونديال 2022، وجد ياسين بونو نفسه في مجموعة مكونة من بلجيكا وكندا وكرواتيا.
في 11 أغسطس 2022، تم إقالة وحيد خليلهودزيتش من منصبه كمدرب للمنتخب المغربي.

#### كأس العالم 2022
في 10 نوفمبر 2022، تم اختيار بونو في تشكيلة المغرب المكونة من 26 لاعبًا لكأس العالم 2022 في قطر. ساهم بونو في تأهل المنتخب المغربي إلى ربع نهائي كأس العالم بعدما حافظ على نظافة شباكه طيلة 120 دقيقة، بالإضافة إلى التصدي لركلتي ترجيح أمام المنتخب الإسباني.
كما ساهم كذلك ياسين بونو في وصول المنتخب المغربي إلى نصف نهائي كأس العالم، بعد وقوفه سدًا منيعًا ضد تسديدات لاعبي البرتغال لتنتهي المباراة بفوز المغرب 1–0، ليصبح بذلك أول منتخب أفريقي وعربي يصل لهذه المرحلة من البطولة. استطاع أن يتصدر قائمة اللاعبين الذين حافظوا على نظافة شباكهم لأكبر عدد من المباريات في هذه البطولة (3 مباريات)، متعادلًا مع إيميليانو مارتينيز حارس الأرجنتين حتى نهاية البطولة.
قاد بونو ورفاقه منتخب بلادهم إلى نصف النهائي مواجهًا منتخب فرنسا في 14 ديسمبر أوَّل مرةٍ في تاريخ المغرب، وانتهت المباراة بفوز منتخب فرنسا 2–0. واجه في مباراتهم الأخيرة في البطولة منتخب كرواتيا لتحديد المركز الثالث، وانتهت بخسارتهم لصالح كرواتيا 1–2. حصل المغرب على المركز الرابع، وتعتبر النتيجة التي حققوها في هذه النسخة هي الأفضل في تاريخ المغرب وفي تاريخ القارة الأفريقية.

## خارج الملعب

### حياته

#### النشأة
ولد ياسين بونو في مدينة مونتريال في كيبيك، كندا، يوم 5 أبريل 1991، لأبوين مغربيين من مدينة فاس، والده مهندس دولة ومدرس في المدرسة الحسنية للأشغال العمومية. وبعد عودته مع عائلته إلى المغرب، استقروا في منطقة مرس السلطان بمدينة الدار البيضاء -أكبر مدن المغرب- ومن هناك بدأ مشواره الرياضي في النادي الوداد البيضاوي المغربي عام 1999، ثم تدرج ضمن مختلف فئات الشباب للفريق حتى عام 2010 عندما حصل أخيرًا على فرصته لتمثيل الفريق الأول. يمثل ياسين بونو المنتخب بلاده المغرب منذ 2011، وتدرج في الفئات العمرية للمنتخب، حيث لعب رفقة منتخب المغرب للفئة أقل من 20 سنة، ثم منتخب المغرب أقل 23 سنة، قبل أن يرتقي للمنتخب الأول منذ 2012.
ظهر شغف ياسين في سن مبكرة في كرة القدم، ولاحظ والده ذلك حينما كان يلعب مع الأطفال في الحي، فقام بتسجيله في مدرسة نادي الوداد الرياضي المغربي لكرة القدم في مدينة الدار البيضاء، وهو في عمر 8 سنوات. شارك في مسابقة كأس الدار البيضاء (Casa Cup). اختاره مدرب الفريق حينها لاعبًا في مركز حراسة المرمى؛ لردود أفعاله السريعة، وقامته الطويلة مقارنة بزملائه في الفريق.

#### حياته الشخصية
ياسين بونو مستقر في السعودية مع عائلته، وذلك بسبب احترافه مع نادي الهلال.

### الأعمال الخيرية والتبرعات
في 9 سبتمبر 2023، تبرع بونو وزملاؤه في المنتخب الوطني بدمائهم للمحتاجين المتضررين من زلزال مراكش آسفي 2023.

## الإحصائيات

### النادي
آخر تحديث 30 يونيو 2025.
| النادي          | الموسم   | الدوري                         | الدوري | الدوري  | الكأس الوطني | الكأس الوطني | قاري   | قاري    | أخرى   | أخرى    | المجموع | المجموع |
| النادي          | الموسم   | الدرجة                         | الظهور | الأهداف | الظهور       | الأهداف      | الظهور | الأهداف | الظهور | الأهداف | الظهور  | الأهداف |
| --------------- | -------- | ------------------------------ | ------ | ------- | ------------ | ------------ | ------ | ------- | ------ | ------- | ------- | ------- |
| الوداد          | 2009–10  | الدوري المغربي                 | 0      | 0       | 0            | 0            | 0      | 0       | —      | —       | 0       | 0       |
| الوداد          | 2010–11  | الدوري المغربي                 | 0      | 0       | 0            | 0            | 1      | 0       | —      | —       | 1       | 0       |
| الوداد          | 2011–12  | الدوري المغربي                 | 10     | 0       | 0            | 0            | 0      | 0       | —      | —       | 10      | 0       |
| الوداد          | المجموع  | المجموع                        | 10     | 0       | 0            | 0            | 1      | 0       | —      | —       | 11      | 0       |
| أتلتيكو مدريد ب | 2012–13  | الدوري الإسباني بي             | 24     | 0       | —            | —            | —      | —       | —      | —       | 24      | 0       |
| أتلتيكو مدريد ب | 2013–14  | الدوري الإسباني بي             | 23     | 0       | —            | —            | —      | —       | —      | —       | 23      | 0       |
| أتلتيكو مدريد ب | المجموع  | المجموع                        | 47     | 0       | —            | —            | —      | —       | —      | —       | 47      | 0       |
| أتلتيكو مدريد   | 2013–14  | الدوري الإسباني                | 0      | 0       | 0            | 0            | 0      | 0       | 0      | 0       | 0       | 0       |
| سرقسطة (إعارة)  | 2014–15  | الدوري الإسباني الدرجة الثانية | 16     | 0       | 0            | 0            | —      | —       | 3      | 0       | 19      | 0       |
| سرقسطة (إعارة)  | 2015–16  | الدوري الإسباني الدرجة الثانية | 19     | 0       | 0            | 0            | —      | —       | —      | —       | 19      | 0       |
| سرقسطة (إعارة)  | المجموع  | المجموع                        | 35     | 0       | 0            | 0            | —      | —       | 3      | 0       | 38      | 0       |
| جيرونا          | 2016–17  | الدوري الإسباني الدرجة الثانية | 21     | 0       | 0            | 0            | —      | —       | —      | —       | 21      | 0       |
| جيرونا          | 2017–18  | الدوري الإسباني                | 30     | 0       | 1            | 0            | —      | —       | —      | —       | 31      | 0       |
| جيرونا          | 2018–19  | الدوري الإسباني                | 32     | 0       | 0            | 0            | —      | —       | —      | —       | 32      | 0       |
| جيرونا          | المجموع  | المجموع                        | 83     | 0       | 1            | 0            | —      | —       | —      | —       | 84      | 0       |
| إشبيلية (إعارة) | 2019–20  | الدوري الإسباني                | 6      | 0       | 2            | 0            | 10     | 0       | —      | —       | 18      | 0       |
| إشبيلية         | 2020–21  | الدوري الإسباني                | 33     | 1       | 6            | 0            | 5      | 0       | 1      | 0       | 45      | 1       |
| إشبيلية         | 2021–22  | الدوري الإسباني                | 31     | 0       | 0            | 0            | 10     | 0       | —      | —       | 41      | 0       |
| إشبيلية         | 2022–23  | الدوري الإسباني                | 25     | 0       | 1            | 0            | 10     | 0       | —      | —       | 36      | 0       |
| إشبيلية         | 2023–24  | الدوري الإسباني                | 1      | 0       | 0            | 0            | 0      | 0       | 1      | 0       | 2       | 0       |
| إشبيلية         | المجموع  | المجموع                        | 96     | 1       | 9            | 0            | 35     | 0       | 2      | 0       | 142     | 1       |
| الهلال          | 2023–24  | الدوري السعودي                 | 31     | 0       | 5            | 0            | 5      | 0       | 2      | 0       | 43      | 0       |
| الهلال          | 2024–25  | الدوري السعودي                 | 31     | 0       | 1            | 0            | 10     | 0       | 6      | 0       | 48      | 0       |
| الهلال          | المجموع  | المجموع                        | 62     | 0       | 6            | 0            | 15     | 0       | 8      | 0       | 91      | 0       |
| الإجمالي        | الإجمالي | الإجمالي                       | 333    | 1       | 16           | 0            | 51     | 0       | 13     | 0       | 413     | 1       |

1. ↑  المباريات في دوري أبطال أفريقيا
2. ↑  المباريات في الدوري الإسباني
3. ↑  المباريات في الدوري الأوروبي
4. ↑  المباريات في دوري أبطال أوروبا
5. 1 2  المباراة في كأس السوبر الأوروبي
6. 1 2  المباراة في دوري أبطال آسيا
7. ↑  المباريات في كأس العالم للأندية

### المنتخب
آخر تحديث 29 أكتوبر 2024.
| المنتخب الوطني | العام   | الظهور | الأهداف |
| -------------- | ------- | ------ | ------- |
| المغرب         | 2013    | 1      | 0       |
| المغرب         | 2014    | 3      | 0       |
| المغرب         | 2015    | 1      | 0       |
| المغرب         | 2016    | 2      | 0       |
| المغرب         | 2017    | 2      | 0       |
| المغرب         | 2018    | 4      | 0       |
| المغرب         | 2019    | 10     | 0       |
| المغرب         | 2020    | 3      | 0       |
| المغرب         | 2021    | 8      | 0       |
| المغرب         | 2022    | 18     | 0       |
| المغرب         | 2023    | 6      | 0       |
| المغرب         | 2024    | 13     | 0       |
| المغرب         | 2025    | 3      | 0       |
| المجموع        | المجموع | 74     | 0       |

## الإنجازات

### النادي
الهلال
- الدوري السعودي للمحترفين: 2023–24[85]
- كأس خادم الحرمين الشريفين : 2023–24[86]
- كأس السوبر السعودي: 2023،[87] 2024[88]

 إشبيلية
- الدوري الأوروبي: 2019–20،[89] 2022–23[90]
- كأس السوبر الأوروبي الوصيف: 2020،[91] 2023[92]

 أتليتيكو مدريد
- الدوري الإسباني: 2013–14[33]
- كأس السوبر الإسباني: 2014[93]

 الوداد الرياضي
- الدوري المغربي لكرة القدم: 2009–10[94]

### المنتخب
المغرب
- كأس العالم:
  - المركز الرابع: 2022[95]

### الفردية
- جائزة زامورا: 2021–22[96]
- جائزة أفضل حارس إفريقي: 2023[97]
- جائزة الأسد الذهبي لأفضل لاعب إفريقي: 2023[98]
- جائزة أفضل لاعب إفريقي في الدوري الإسباني: 2021–22[99]
- الدوري الإسباني تشكيلة الموسم: 2021–22[100]
- الدوري الأوروبي تشكيلة الموسم: 2019–20،[101] 2022–23[102]
- الدوري الأوروبي رجل المبارة النهائية: 2022–23[103]
- الإتحاد الدولي لكرة القدم: تشكيلة العام في أفريقيا: 2022،[104] 2023[105]
- الاتحاد المغربي أفضل حارس مغربي محترف: 2020–21،[106] 2021–22،[107] 2022–23،[108] 2023–24[109]
- كأس خادم الحرمين الشريفين رجل المبارة النهائية: 2023–24[110]
- كأس السوبر السعودي أفضل حارس في البطولة: 2024[111]
- الدوري السعودي للمحترفين حارس الشهر: أكتوبر 2023،[112] نوفمبر 2023،[113] فبراير 2024،[114] يناير 2025[115]
- الدوري السعودي للمحترفين أفضل حارس في الموسم: 2023–24[116]
- كأس العالم للأندية تشكيلة الموسم: 2025[117]

## الأرقام القياسية
- أول حارس عربي يفوز بلقب قاري أوروبي (الدوري الأوروبي).[118]
- أول حارس عربي يرشح لجائزة الفيفا وجائزة فرانس فوتبول لأفضل حارس فالعالم.[119][120]
- أول حارس أفريقي وعربي يرشح لجائزة الكرة الذهبية لأفضل لاعب في العالم.[121]
- أول حارس أفريقي وعربي يسجل هدفًا في الدوريات الخمس الكبرى (الدوري الإسباني).[122]
- أول حارس أفريقي وعربي يحافظ على أكبر عدد من الشباك النظيفة (ثلاث مباريات) في نسخة واحدة من كأس العالم.[123][124][125]
- أول حارس في تاريخ نادي إشبيلية يسجل هدفا في الدوري الإسباني.[126]
- أول حارس في تاريخ نادي إشبيلية يفوز بجائزة زامورا.[127]
- أكثر حارس صناعة للأهداف في الدوري الإسباني في القرن 21 برصيد (3 أهداف).[128]
- أكثر حارس حفاظًا على نظافة شباكه مع نادي إشبيلية لمدة (557) دقيقة محطمًا رقم الحارس السابق البرتغالي بيتو (516) دقيقة.[129]
- أكثر حارس حفاظًا على نظافة شباكه في أوروبا سنة 2021 بـ (32 “كلين شيت”) متفوقًا على جميع الحراس في مختلف الدوريات الأوروبية.[130]
- أفضل مركز لحارس أفريقي وعربي في تاريخ جائزة الكرة الذهبية لأفضل لاعب في العالم (13).[131]

## الأوسمة
- في 20 ديسمبر 2022، قلد وسام العرش بدرجة ضابط (الثالثة) من قبل الملك محمد السادس بالقصر الملكي بالرباط.[132][133][134]

## وصلات خارجية
- ياسين بونو على موقع الاتحاد الدولي (مؤرشف)  (الإنجليزية)
- ياسين بونو على موقع الاتحاد الأوربي (الإنجليزية)
- ياسين بونو على موقع إي إس بي إن إف سي (الإنجليزية)
- ياسين بونو على موقع قاعدة بيانات كرة القدم.إي يو (الإنجليزية)
- ياسين بونو على موقع ليكيب (الفرنسية)
- ياسين بونو على موقع ناشيونال فوتبول تيمز (الإنجليزية)
- ياسين بونو على موقع Soccerbase.com (لاعب) (الإنجليزية)
- ياسين بونو على موقع Soccerway.com (الإنجليزية)
- ياسين بونو على موقع عالم كرة القدم.نت (الإنجليزية)
- ياسين بونو على موقع أوليمبيديا (الإنجليزية)